# Jan Karol Dachnowski
Jan Karol Dachnowski, pseud. Perypetasmatowicz od Constantynowa, Perypetasmatowicz (ur. ok. 1590 w Sokalu, zm. po 1654) – polski heraldyk, panegirysta, poeta okolicznościowy i religijny.

## Życiorys
Urodzony w Sokalu lub na terenie parafii sokalskiej, syn Floriana herbu Ślepowron. W półroczu zimowym 1608/1609 zapisał się na Akademię Krakowską, a z początkiem roku 1611 został bakałarzem nauk wyzwolonych i filozofii. Latem 1611 i w zimie 1611/1612 prowadził wykłady o kalendarzu gregoriańskim. W latach 1616–1620 przebywał w Wielkopolsce, gdzie obejmował funkcję pisarza miejskiego kolejno w: Chełmży (1620), Olkuszu (1625-1627), Poznaniu (24 lipca 1632 do 1641). W latach 1643–1654 mieszkał w Chełmnie lub ziemi chełmińskiej. Zmarł po roku 1654.

## Twórczość
Był autorem dwóch herbarzy (w rękopisach): Herby szlacheckie w ziemiach pruskich (ok. 1620) i Poczet możnego rycerstwa polskiego (ok. 1634). Był też autorem panegiryków weselnych i pogrzebowych, utworów politycznych oraz misterium Dialog o cudownym narodzeniu Syna Bożego (1621).

### Ważniejsze utwory
- Herby szlacheckie w ziemiach pruskich, powst. ok. 1620, rękopis opisany przez Franciszka Piekosińskiego w  Wiadomościach Numizmatyczno-Archeologicznych 1900, t. 4; J. Chwalibińska Jantar 1938, s. 40.
- Dialog o cudownym Narodzeniu Syna Bożego, Poznań 1621, (misterium).
- Historia o Zmartwychwstaniu Pańskim, Kraków około 1630, gruntowna przeróbka Historyi o chwalebnym Zmartwychwstaniu Pańskim w redakcji Mikołaja z Wilkowiecka, unikat Biblioteki PAU, bez karty tytułowej, (według katalogu Kajetana Jabłońskiego wydane pt. Żywa historia o chwalebnym Zmartwychwstaniu Pańskim, Kraków 1631, drukarnia M. Filipowicz, zob. Estreicher XXXIII, 18-19).
- Poczet możnego rycerstwa polskiego, powstał około 1634, rękopis znajdował się w Bibliotece Zygmunta Pusłowskiego, (karta tytułowa wydrukowana w 1640, zob. Estreicher XV, 13).
- Trąba na rozproszonych do obozu przeciw Kozakom, 1648, (2 różne edycje wydane pod pseudonimem).

### Prace edytorskie
- Nowe lekarstwo w Polsce, tabak dla starych pianiców, z Sereguzy przywiezione..., 1621

### Materiały
- Rękopis prawny znajdował się w Bibliotece Dzieduszyckich